# União das Freguesias de Lagos da Beira e Lajeosa
União das Freguesias de Lagos da Beira e Lajeosa, kurz Lagos da Beira e Lajeosa, ist eine portugiesische Gemeinde (Freguesia) im Kreis (Concelho) von Oliveira do Hospital. Sie umfasst eine Fläche von 13,52 km² und hat 1336 Einwohner (Stand nach Zahlen von 2011).
Die Gemeinde entstand im Zuge der kommunalen Neuordnung Portugals am 29. September 2013, als Zusammenschluss der bisherigen Gemeinden Lagos da Beira und Lajeosa. Sitz der neuen Gemeinde wurde Lagos da Beira.